# Gotthelf Kummer
Gotthelf Wilhelm Otto Kummer (* 9. September 1868 in Siegelbach (Arnstadt); † 19. August 1941 in Potsdam) war ein deutscher Geodät.

## Leben
Gotthelf Kummer studierte Geodäsie an der Landwirtschaftlichen Hochschule Berlin. Im Wintersemester 1890/91 wurde er als Fuchs im Geodätisch-kulturtechnischen Verein „Kette“, dem späteren RSC-Corps Saxonia Berlin, aktiv und im Sommersemester 1891 recipiert. Zu seinen Coetanen gehörte Friedrich Suckow. Nach Abschluss des Studiums wurde er Ende 1892 als Landmesser und Hilfsarbeiter bei der Katasterverwaltung in Stettin vereidigt, war jedoch zunächst als Assistent bei Christian August Vogler tätig. Zum 1. Juni 1896 wurde er zur Generalkommission nach Kassel versetzt. Im Dezember 1896 wurde er auf Antrag des Deutschen Archäologischen Instituts zur Aufnahme von Ausgrabungen bei Smyrna beurlaubt. 1906 wurde er zum Oberlandmesser befördert. 1913 erfolgte seine Ernennung zum Vermessungsinspektor. 1916 wurde er Ökonomierat und technischer Hilfsarbeiter bei der Generalkommission Hannover. 1920 wechselte er als Hilfsarbeiter in das preußische Landwirtschaftsministerium und wurde zum Ministerialrat befördert. Im Dezember 1932 wurde er pensioniert.
Kummer war Mitglied im Oberprüfungsausschuss für das höhere Vermessungswesen und Mitglied der Regierungskommission für die Neuorganisation des Vermessungswesens. Durch seine Untersuchungen trug er maßgeblich zur Förderung der Landmesswissenschaft bei. Insbesondere klärte er weitgehend deren Verwendung für die Bedürfnisse der Landwirtschaft.

## Auszeichnungen
- Dr. agr. E. h. der Landwirtschaftlichen Hochschule Bonn-Poppelsdorf (1931)[2]

## Schriften
- Genauigkeit der Abschätzung mittels Nivellirfernrohres. In: Zeitschrift für Vermessungswesen, Band 23., 1894, S. 129–146.
- Abschätzung der Genauigkeit mittels Nivellirfernrohrs. In: Zeitschrift für Vermessungswesen, Band 26., 1897, S. 225–245, 257–275.
- Aufnahme der Ruinenstadt Priene in Kleinasien. In: Zeitschrift für Vermessungswesen, Band 28., 1899, S. 473–491.
- Genauigkeit der Flächeninhaltsberechnungen mittelst der Kloth'schen Hyperbeltafel. In: Zeitschrift für Vermessungswesen, Band 32., 1903, S. 686–690.
- Wie ist die Differenz der zum Zwecke der Flächenabsteckung berechneten Strecken in ihrer Summe gegen eine bereits feststehende Gesamtlänge zu verteilen?. In: Zeitschrift für Vermessungswesen, Band 33., 1904, S. 11–19.
- Differenzverteilung bei Berechnung der Flächenabsteckungsmasse. In: Zeitschrift für Vermessungswesen, Band 33., 1904, S. 694–697.
- Priene: Ergebnisse der Ausgrabungen und Untersuchungen in den Jahren 1895-1898, 1904. (zusammen mit Theodor Wiegand, Hans Schrader)
- Die Frage der Vereinfachung und Beschleunigung der allgemeinen landmesserischen Arbeiten im Lichte geodätischer Grundsätze und Erfahrungsregeln. In: Zeitschrift für Vermessungswesen, Band 34., 1905, S. 773–790.
- Punktausgleich mit Rechenschieber. In: Zeitschrift für Vermessungswesen, Band 36., 1907, S. 77–81.
- Mitteilung von Beobachtungsergebnissen über die Schätzungs- und Kartierungsgenauigkeit an Massstäben und Kartierungsinstrumenten. In: Zeitschrift für Vermessungswesen, Band 36., 1907, S. 531–541, 561–579, 593–607.